# Schea Cotton
Vernon Scheavalie Cotton, detto Shea (Inglewood, 20 maggio 1978), è un ex cestista statunitense, professionista in Europa.
È il fratello di James Cotton.